# Phanoderma tuberculatum
Phanoderma tuberculatum är en rundmaskart som först beskrevs av Eberth 1863.  Phanoderma tuberculatum ingår i släktet Phanoderma och familjen Phanodermatidae. Inga underarter finns listade i Catalogue of Life.